# بروك بيرنز
بروك إليزابيث بيرنز (بالإنجليزية: Brooke Burns)‏ (ولدت في 16 مارس 1978) عارضة أزياء ممثلة وشخصية تلفزيونية أمريكية.

## روابط خارجية
- بروك بيرنز على موقع IMDb (الإنجليزية)
- بروك بيرنز على موقع روتن توميتوز (الإنجليزية)
- بروك بيرنز على موقع ألو سيني (الفرنسية)
- بروك بيرنز على موقع أول موفي (الإنجليزية)
- بروك بيرنز على موقع قاعدة بيانات الأفلام السويدية (السويدية)
- بروك بيرنز على موقع إن إن دي بي (الإنجليزية)
- بروك بيرنز على موقع قاعدة بيانات الفيلم (الإنجليزية)
- بروك بيرنز على موقع كينوبويسك (الروسية)
- بروك بيرنز على موقع دليل عارضات الأزياء (الإنجليزية)